# Balac

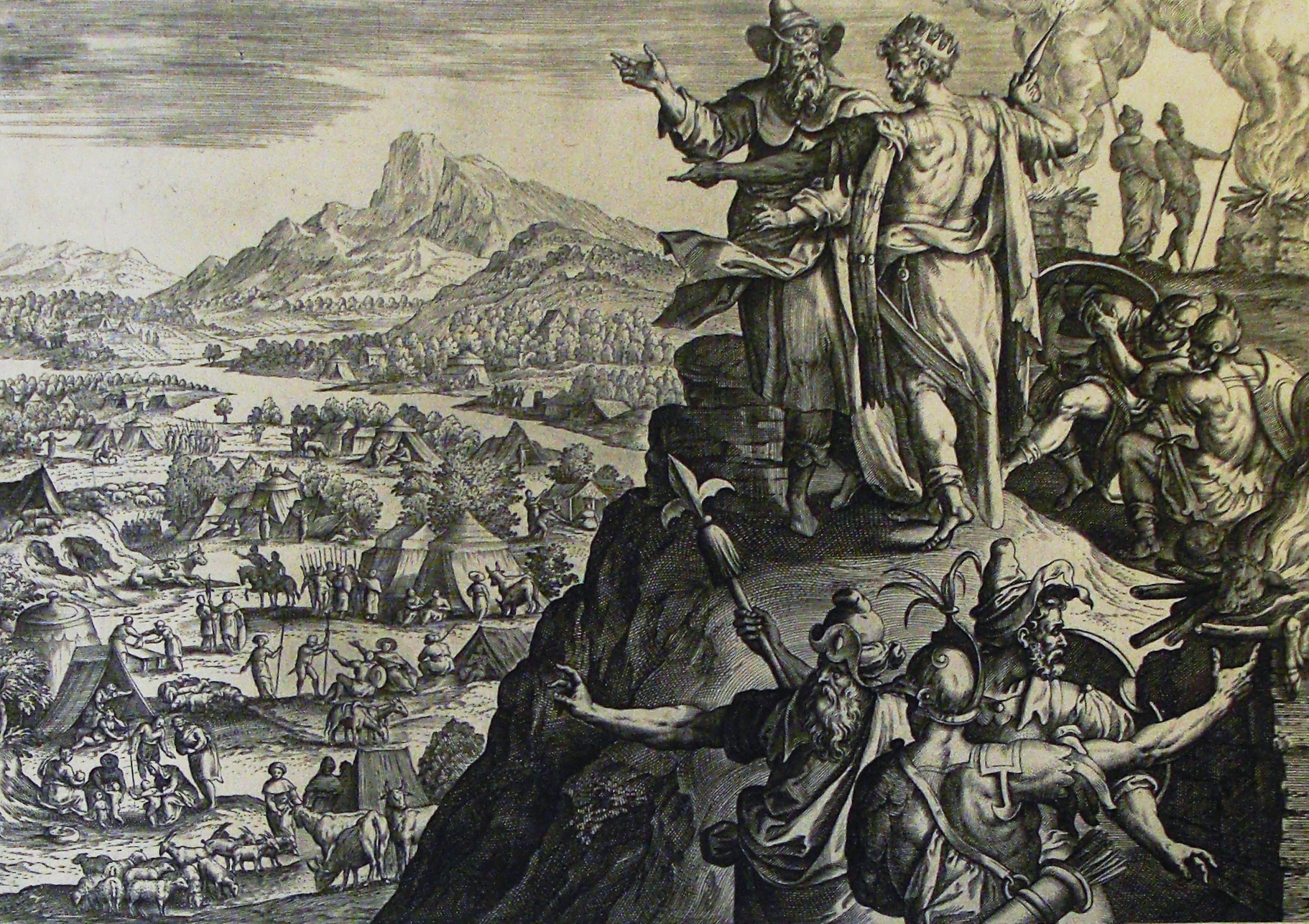
Balac (con corona) con Balaam

Balac es un personaje bíblico, rey de los moabitas, pueblo enemigo de Israel.
Es un personaje menor que aparece en el libro de los Números, relacionado con el profeta Balaam, al que consulta sobre la llegada de los israelitas a sus fronteras, enojándose cuando Balaam le recomienda que los respete.
Balac fue el rey de los moabitas pueblo enemigo de Israel liderado por Moisés.
En mayo de 2019 se publicó una información que indica una lectura diferente de la estela de Mesa. Según esta nueva interpretación, en una de las líneas se leería el nombre de Balac, lo que corroboraría la existencia real del mismo.
Balac era hijo de  Zipor  y rey de Moab. Cuando él se enteró de que los israelitas estaban habitando casi a su límite, todos los moabitas se asustaron y decidieron tomar acciones cuando el rey Balac mandó a llamar a Balaam.